# DATZ
DATZ die Aquarien- und Terrarienzeitschrift ist eine im Natur + Tier Verlag erscheinende Zeitschrift für Aquarianer  und Terrarianer. Sie ist das Organ des Verbandes Deutscher Vereine für Aquarien- und Terrarienkunde (VDA) e. V. und des Verbandes der Österreichischen Aquarien- und Terrarienvereine. Sie erschien bis zur Novemberausgabe 2020 monatlich, mit der Ausgabe Dezember 2020 / Januar 2021 erfolgte die Umstellung auf den zweimonatlichen Rhythmus. Im Jahr 2021 erscheint die DATZ im 74. Jahrgang. Mit dem Verlagswechsel vom Eugen Ulmer Verlag zum Natur + Tier Verlag im Sommer 2011 wurde das inhaltliche Konzept auf die Themenfelder Süß- und Meerwasser sowie Teich gestrafft. Seit der Januarausgabe 2020 ist die Terraristik wieder Bestandteil des Themenspektrums.
Die in der Aquaristik gebräuchlichen L-Nummern zur Benennung noch nicht identifizierter Loricariiden (Harnischwelse) wurden 1988 unter anderem von Rainer Stawikowski, dem damaligen Chefredakteur der Zeitschrift, entwickelt. Die neuen L-Nummern wurden dabei in der DATZ vorgestellt bzw. vergeben. Analog dazu wurden ab 1993 durch Hans-Georg Evers C-Nummern für Callichthyidae (Panzer- und Schwielenwelse) vergeben. Die relevanten Artikel zu L- und C-Nummern sind online abrufbar.

## Aquarien-Praxis
Jeder DATZ-Ausgabe wurde bis zum Verlagswechsel im Jahre 2011 zusätzlich die 15–20 Seiten starke Aquarien-Praxis beigelegt, die sich thematisch an den noch etwas unerfahreneren Aquarianer wandte und Grundlagen vermittelte. Die Herausgabe wurde mit Heft 07/2011 eingestellt.